# Campeonato Europeo de Natación de 2002
El XXVI Campeonato Europeo de Natación se celebró en Berlín (Alemania) entre el 25 de julio y el 4 de agosto de 2002 bajo la organización de la Liga Europea de Natación (LEN) y la Federación Alemana de Natación. 
Se realizaron competiciones de natación, natación sincronizada, saltos y natación en aguas abiertas. Los recintos utilizados por especialidad fueron:
- Piscinas del Europasportpark: natación, natación sincronizada y saltos.
- Templiner See: natación en aguas abiertas.

## Resultados de natación

### Masculino
| Evento                    | Oro | Plata                                                                               | Bronce                                                                                           |
| ------------------------- | --- | ----------------------------------------------------------------------------------- | ------------------------------------------------------------------------------------------------ |
| 50 m libre (04.08)        | Bartosz Kizierowski · Polonia · 22,18                                                                    | Lorenzo Vismara · Italia · 22,26                                                    | Olexandr Volynets · Ucrania · 22,31                                                              |
| 100 m libre (31.07)       | Pieter van den Hoogenband · Países Bajos · 47,86                                                         | Alexandr Popov · Rusia · 48,94                                                      | Duje Draganja · Croacia · 49,31                                                                  |
| 200 m libre (02.08)       | Pieter van den Hoogenband · Países Bajos · 1:44,89                                                       | Emiliano Brembilla · Italia · 1:46,94                                               | Massimiliano Rosolino · Italia · 1:47,98                                                         |
| 400 m libre (29.07)       | Emiliano Brembilla · Italia · 3:46,60                                                                    | Massimiliano Rosolino · Italia · 3:48,70                                            | Dragoș Coman · Rumania · 3:48,78                                                                 |
| 1500 m libre (02.08)      | Yuri Prilukov · Rusia · 15:03,88                                                                         | Christian Minotti · Italia · 15:04,16                                               | Ihor Chervynsky · Ucrania · 15:07,65                                                             |
| 50 m espalda (01.08)      | Thomas Rupprath · Alemania · 25,05                                                                       | Stev Theloke · Alemania · 25,12                                                     | Bartosz Kizierowski · Polonia · 25,52                                                            |
| 100 m espalda (30.07)     | Stev Theloke · Alemania · 54,42                                                                          | Markus Rogan · Austria · 54,54                                                      | Pierre Roger Francia 54,89                                                                       |
| 200 m espalda (03.08)     | Gordan Kožulj · Croacia · 1:58,70                                                                        | Markus Rogan · Austria · 1:58,83                                                    | Marko Strahija · Croacia · 1:58,89                                                               |
| 50 m braza (02.08)        | Oleg Lisogor · Ucrania · 27,18                                                                           | Mihály Flaskay · Hungría · 27,51                                                    | Károly Güttler · Hungría · 27,85                                                                 |
| 100 m braza (30.07)       | Oleg Lisogor · Ucrania · 1:00,29                                                                         | Roman Sludnov · Rusia · 1:00,72                                                     | Hugues Duboscq Francia 1:01,04                                                                   |
| 200 m braza (01.08)       | Davide Rummolo · Italia · 2:11,37                                                                        | Yohan Bernard Francia 2:11,77                                                       | Roman Sludnov · Rusia · 2:11,82                                                                  |
| 50 m mariposa (30.07)     | Jere Hård · Finlandia · 23,50                                                                            | Thomas Rupprath · Alemania · 23,78                                                  | Lars Frölander · Suecia · 23,85                                                                  |
| 100 m mariposa (03.08)    | Thomas Rupprath · Alemania · 51,94                                                                       | Andri Serdinov · Ucrania · 52,17                                                    | Denys Sylantiev · Ucrania · 52,36                                                                |
| 200 m mariposa (01.08)    | Franck Esposito Francia 1:55,18                                                                          | Denys Sylantiev · Ucrania · 1:55,42                                                 | Anatoli Poliakov · Rusia · 1:55,62                                                               |
| 200 m estilos (31.07)     | Jani Sievinen · Finlandia · 1:59,30                                                                      | Alessio Boggiatto · Italia · 1:59,83                                                | Markus Rogan · Austria · 2:00,50                                                                 |
| 400 m estilos (04.08)     | Alessio Boggiatto · Italia · 4:13,19                                                                     | István Batházi · Hungría · 4:17,33                                                  | Nicolas Rostoucher Francia 4:19,19                                                               |
| 4 × 100 m libre (29.07)   | Alemania · Lars Conrad · Stefan Herbst · Torsten Spanneberg · Stephan Kunzelmann · 3:17,67               | Suecia · Eric la Fleur · Stefan Nystrand · Lars Frölander · Mattias Ohlin · 3:17,75 | Italia · Lorenzo Vismara · Christian Galenda · Michele Scarica · Simone Cercato · 3:18,20        |
| 4 × 200 m libre (03.08)   | Italia · Matteo Pelliciari · Emiliano Brembilla · Federico Cappellazzo · Massimiliano Rosolino · 7:12,18 | Alemania · Moritz Zimmer · Stefan Pohl · Lars Conrad · Stefan Herbst · 7:17,59      | Grecia · Athanasios Ikonomu · Nikolaos Xyluris · Ioannis Kokkodis · Spyridon Yanniotis · 7:20,67 |
| 4 × 100 m estilos (04.08) | Rusia · Yevgueni Alioshin · Roman Sloudnov · Igor Marchenko · Alexandr Popov · 3:36,21                   | Francia Pierre Roger Hugues Duboscq Franck Esposito Romain Barnier 3:36,55          | Alemania · Stev Theloke · Jens Kruppa · Thomas Rupprath · Stefan Herbst · 3:37,05                |

- RM – Récord mundial

### Femenino
| Evento                    | Oro                                                                                             | Plata                                                                                             | Bronce                                                                                             |
| ------------------------- | ----------------------------------------------------------------------------------------------- | ------------------------------------------------------------------------------------------------- | -------------------------------------------------------------------------------------------------- |
| 50 m libre (04.08)        | Therese Alshammar · Suecia · 24,84                                                              | Martina Moravcová · Eslovaquia · 25,09                                                            | Aliaxandra Herasimenia · Bielorrusia · 25,24                                                       |
| 100 m libre (31.07)       | Franziska van Almsick · Alemania · 54,39                                                        | Martina Moravcová · Eslovaquia · 54,61                                                            | Alena Popchanka · Bielorrusia · 54,62                                                              |
| 200 m libre (03.08)       | Franziska van Almsick · Alemania · 1:56,64                                                      | Camelia Potec · Rumania · 1:57,80                                                                 | Alena Popchanka · Bielorrusia · 1:57,91                                                            |
| 400 m libre (04.08)       | Yana Klochkova · Ucrania · 4:07,10                                                              | Éva Risztov · Hungría · 4:07,24                                                                   | Camelia Potec · Rumania · 4:09,49                                                                  |
| 800 m libre (01.08)       | Jana Henke · Alemania · 8:23,83                                                                 | Éva Risztov · Hungría · 8:28,06                                                                   | Hannah Stockbauer · Alemania · 8:30,97                                                             |
| 50 m espalda (04.08)      | Nina Zhivanevskaya · España · 28,58                                                             | Sandra Völker · Alemania · 28,81                                                                  | Aliaxandra Herasimenia · Bielorrusia · 28,86                                                       |
| 100 m espalda (02.08)     | Stanislava Komarova · Rusia · 1:01,40                                                           | Sandra Völker · Alemania · 1:01,42                                                                | Antje Buschschulte · Alemania · 1:01,56                                                            |
| 200 m espalda (30.07)     | Stanislava Komarova · Rusia · 2:09,49                                                           | Nina Zhivanevskaya · España · 2:10,27                                                             | Iryna Amshennikova · Ucrania · 2:11,59                                                             |
| 50 m braza (02.08)        | Emma Igelström · Suecia · 31,17                                                                 | Svitlana Bondarenko · Ucrania · 31,77                                                             | Yelena Bogomazova · Rusia · 32,10                                                                  |
| 100 m braza (31.07)       | Emma Igelström · Suecia · 1:07,87                                                               | Svitlana Bondarenko · Ucrania · 1:09,28                                                           | Yelena Bogomazova · Rusia · 1:09,53                                                                |
| 200 m braza (03.08)       | Mirna Jukić · Austria · 2:25,83                                                                 | Anne Poleska · Alemania · 2:27,37                                                                 | Emma Igelström · Suecia · 2:27,61                                                                  |
| 50 m mariposa (30.07)     | Anna-Karin Kammerling · Suecia · 25,57                                                          | Daniela Samulski · Alemania · 26,86                                                               | Chantal Groot · Países Bajos · 26,91                                                               |
| 100 m mariposa (02.08)    | Martina Moravcová · Eslovaquia · 57,20                                                          | Otylia Jędrzejczak · Polonia · 57,97                                                              | Anna-Karin Kammerling · Suecia · 58,94                                                             |
| 200 m mariposa (04.08)    | Otylia Jędrzejczak · Polonia · 2:05,78                                                          | Éva Risztov · Hungría · 2:08,24                                                                   | Annika Mehlhorn · Alemania · 2:09,37                                                               |
| 200 m estilos (01.08)     | Yana Klochkova · Ucrania · 2:11,59                                                              | Hanna Shcherba · Bielorrusia · 2:13,04                                                            | Alenka Kejžar Eslovenia 2:14,24                                                                    |
| 400 m estilos (29.07)     | Yana Klochkova · Ucrania · 4:35,10                                                              | Éva Risztov · Hungría · 4:36,17                                                                   | Nicole Hetzer · Alemania · 4:42,22                                                                 |
| 4 × 100 m libre (30.07)   | Alemania · Katrin Meißner · Petra Dallmann · Sandra Völker · Franziska van Almsick · 3:36,00    | Suecia · Josefin Lillhage · Johanna Sjöberg · Anna-Karin Kammerling · Therese Alshammar · 3:40,66 | Países Bajos · Manon van Rooijen · Marleen Veldhuis · Chantal Groot · Wilma van Hofwegen · 3:41,98 |
| 4 × 200 m libre (30.07)   | Alemania · Petra Dallmann · Alessa Ries · Hannah Stockbauer · Franziska van Almsick · 7:59,07   | España · Laura Roca · Melissa Caballero · Erika Villaécija García · Tatiana Rouba · 8:05,83       | Suecia · Josefin Lillhage · Johanna Sjöberg · Lisa Wanberg · Ida Mattsson · 8:08,46                |
| 4 × 100 m estilos (04.08) | Alemania · Antje Buschschulte · Simone Weiler · Franziska van Almsick · Sandra Völker · 4:01,54 | Suecia · Therese Alshammar · Emma Igelström · Anna-Karin Kammerling · Johanna Sjöberg · 4:06,15   | Ucrania · Iryna Amshennikova · Svitlana Bondarenko · Yana Klochkova · Olha Mukomol · 4:06,22       |

- RM – Récord mundial

### Medallero
| Núm. | País         | Oro | Plata | Bronce | Total |
| ---- | ------------ | --- | ----- | ------ | ----- |
| 1    | Alemania     | 10  | 7     | 5      | 22    |
| 2    | Ucrania      | 5   | 4     | 5      | 14    |
| 3    | Italia       | 4   | 5     | 2      | 11    |
| 4    | Suecia       | 4   | 3     | 4      | 11    |
| 5    | Rusia        | 4   | 2     | 4      | 10    |
| 6    | Polonia      | 2   | 1     | 1      | 4     |
| 7    | Países Bajos | 2   | 0     | 2      | 4     |
| 8    | Finlandia    | 2   | 0     | 0      | 2     |
| 9    | Francia      | 1   | 2     | 3      | 6     |
| 10   | Austria      | 1   | 2     | 1      | 4     |
| 11   | Eslovaquia   | 1   | 2     | 0      | 3     |
| 11   | España       | 1   | 2     | 0      | 3     |
| 13   | Croacia      | 1   | 0     | 2      | 3     |
| 14   | Hungría      | 0   | 6     | 1      | 7     |
| 15   | Bielorrusia  | 0   | 1     | 4      | 5     |
| 16   | Rumania      | 0   | 1     | 2      | 3     |
| 17   | Eslovenia    | 0   | 0     | 1      | 1     |
| 17   | Grecia       | 0   | 0     | 1      | 1     |
|      | TOTAL        | 38  | 38    | 38     | 114   |

## Resultados de saltos

### Masculino
| Evento                          | Oro                                               | Plata                                                  | Bronce                                                     |
| ------------------------------- | ------------------------------------------------- | ------------------------------------------------------ | ---------------------------------------------------------- |
| Trampolín 1 m (31.07)           | Nicola Marconi · Italia · 390,81 pts.             | José Miguel Gil · España · 385,86 pts.                 | Christian Löffler · Alemania · 377,94 pts.                 |
| Trampolín 3 m (29.07)           | Dmitri Sautin · Rusia · 495,45                    | Andreas Wels · Alemania · 463,59                       | Vasili Lisovski · Rusia · 456,06                           |
| Plataforma 10 m (03.08)         | Heiko Meyer · Alemania · 492,39                   | Imre Lengyel · Hungría · 426,27                        | Alexandr Varlamov · Bielorrusia · 400,62                   |
| Trampolín 3 m sincro. (01.08)   | Dmitri Baibakov · Dmitri Sautin · Rusia · 360,33  | Andreas Wels · Tobias Schellenberg · Alemania · 350,25 | Nicola Marconi · Tomasso Marconi · Italia · 330,51         |
| Plataforma 10 m sincro. (27.07) | Roman Volodkov · Anton Zajarov · Ucrania · 340,20 | Imre Lengyel · András Hajnal · Hungría · 315,06        | Alexandr Varlamov · Andrei Mamontov · Bielorrusia · 300,36 |

### Femenino
| Evento                          | Oro                                                  | Plata                                           | Bronce                                                       |
| ------------------------------- | ---------------------------------------------------- | ----------------------------------------------- | ------------------------------------------------------------ |
| Trampolín 1 m (31.07)           | Heike Fischer · Alemania · 308,58 pts.               | Vera Ilina · Rusia · 307,53 pts.                | Natalia Umiskova · Rusia · 285,03 pts.                       |
| Trampolín 3 m (02.08)           | Yulia Pajalina · Rusia · 329,94                      | Ditte Kotzian · Alemania · 319,08               | Conny Schmalfuss · Alemania · 295,29                         |
| Plataforma 10 m (30,07)         | Anke Piper · Alemania · 337,05                       | Tania Cagnotto · Italia · 331,32                | Olga Leonova · Ucrania · 321,93                              |
| Trampolín 3 m sincro. (28.07)   | Ditte Kotzian · Conny Schmalfuss · Alemania · 312,00 | Vera Ilina · Yulia Pajalina · Rusia · 308,76    | Tania Cagnotto · Maria Marconi · Italia · 268,98             |
| Plataforma 10 m sincro. (04.08) | Annett Gamm · Ditte Kotzian · Alemania · 309,78      | Olga Leonova · Olena Zhupina · Ucrania · 284,97 | Evgenia Olshevshkaya · Svetlana Timoshinina · Rusia · 283,02 |

### Medallero
| Núm. | País        | Oro | Plata | Bronce | Total |
| ---- | ----------- | --- | ----- | ------ | ----- |
| 1    | Alemania    | 5   | 3     | 2      | 10    |
| 2    | Rusia       | 3   | 2     | 3      | 8     |
| 3    | Italia      | 1   | 1     | 2      | 4     |
| 4    | Ucrania     | 1   | 1     | 1      | 3     |
| 5    | Hungría     | 0   | 2     | 0      | 2     |
| 6    | España      | 0   | 1     | 0      | 1     |
| 7    | Bielorrusia | 0   | 0     | 2      | 2     |
|      | TOTAL       | 10  | 10    | 10     | 30    |

## Resultados de natación en aguas abiertas

### Masculino
| Evento        | Oro                                  | Plata                                | Bronce                             |
| ------------- | ------------------------------------ | ------------------------------------ | ---------------------------------- |
| 5 km (27.07)  | Luca Baldini · Italia · 55:35,6      | Thomas Lurz · Alemania · 56:24,5     | Stefano Rubaudo · Italia · 56:26,9 |
| 10 km (28.07) | Vladimir Diachin · Rusia · 1:55:27,9 | Evgeni Koshkarov · Rusia · 1:55:29,9 | Luca Baldini · Italia · 1:56:04,2  |
| 25 km (26.07) | Yuri Kudinov · Rusia · 5:09:47,4     | Gilles Rondy Francia 5:18:02,0       | David Meca · España · 5:18:27,1    |

### Femenino
| Evento        | Oro                                       | Plata                                | Bronce                               |
| ------------- | ----------------------------------------- | ------------------------------------ | ------------------------------------ |
| 5 km (27.07)  | Viola Valli · Italia · 1:00:25,9          | Hanna Miluska · Suiza · 1:00:27,3    | Nadine Pastor · Alemania · 1:00:28,3 |
| 10 km (28.07) | Edith van Dijk · Países Bajos · 2:06:20,3 | Angela Maurer · Alemania · 2:06:22,5 | Britta Kamrau · Alemania · 2:06:22,7 |
| 25 km (25.07) | Edith van Dijk · Países Bajos · 5:27:34,0 | Olesia Shaligina · Rusia · 5:34:47,9 | Natalia Pankina · Rusia · 5:34:51,4  |

### Medallero
| Núm. | País         | Oro | Plata | Bronce | Total |
| ---- | ------------ | --- | ----- | ------ | ----- |
| 1    | Rusia        | 2   | 2     | 1      | 5     |
| 2    | Italia       | 2   | 0     | 2      | 4     |
| 3    | Países Bajos | 2   | 0     | 0      | 2     |
| 4    | Alemania     | 0   | 2     | 2      | 4     |
| 5    | Francia      | 0   | 1     | 0      | 1     |
| 5    | Suiza        | 0   | 1     | 0      | 1     |
| 7    | España       | 0   | 0     | 1      | 1     |
|      | TOTAL        | 6   | 6     | 6      | 18    |

## Resultados de natación sincronizada
| Evento         | Oro | Plata | Bronce |
| -------------- | --- | --- | --- |
| Solo (26.07)   | Virginie Dedieu Francia 99,100 pts. | Anastasia Davidova · Rusia · 97,900 pts. | Gemma Mengual · España · 97,100 pts. |
| Dúo (27.07)    | Anastasia Davidova · Anastasia Ermakova · Rusia · 99,300 | Gemma Mengual · Paola Tirados · España · 97,900                                                                                               | Virginie Dedieu Myriam Glez Francia 96,600 |
| Equipo (28.07) | Yuliya Chestakovitch · Anastasia Davidova · Anastasia Yermakova · Maria Gromova · Elvira Jasianova · Yelena Ovchinnikova · Anna Shorina · Irina Tolkacheva · Rusia · 99,000 | Raquel Corral · Andrea Fuentes · Tina Fuentes · Gemma Mengual · Ana Montero · Irina Rodríguez · Alicia Sanz · Paola Tirados · España · 98,100 | Eva Balzarotti · Monica Cirulli · Joey Paccagnella · Elisa Plaisant · Beatrice Spaziani · Lorena Zaffalon · Laura Zanazza · Christina Zarfati · Italia · 96,400 |

### Medallero
| Núm. | País    | Oro | Plata | Bronce | Total |
| ---- | ------- | --- | ----- | ------ | ----- |
| 1    | Rusia   | 2   | 1     | 0      | 3     |
| 2    | Francia | 1   | 0     | 1      | 2     |
| 3    | España  | 0   | 2     | 1      | 3     |
| 4    | Italia  | 0   | 0     | 1      | 1     |
|      | TOTAL   | 3   | 3     | 3      | 9     |

## Medallero total
| Núm. | País         | Oro | Plata | Bronce | Total |
| ---- | ------------ | --- | ----- | ------ | ----- |
| 1    | Alemania     | 15  | 12    | 9      | 36    |
| 2    | Rusia        | 11  | 7     | 8      | 26    |
| 3    | Italia       | 7   | 6     | 7      | 20    |
| 4    | Ucrania      | 6   | 5     | 6      | 17    |
| 5    | Suecia       | 4   | 3     | 4      | 11    |
| 6    | Países Bajos | 4   | 0     | 2      | 6     |
| 7    | Francia      | 2   | 3     | 4      | 9     |
| 8    | Polonia      | 2   | 1     | 1      | 4     |
| 9    | Finlandia    | 2   | 0     | 0      | 2     |
| 10   | España       | 1   | 5     | 2      | 8     |
| 11   | Austria      | 1   | 2     | 1      | 4     |
| 12   | Eslovaquia   | 1   | 2     | 0      | 3     |
| 13   | Croacia      | 1   | 0     | 2      | 3     |
| 14   | Hungría      | 0   | 8     | 1      | 9     |
| 15   | Bielorrusia  | 0   | 1     | 6      | 7     |
| 16   | Rumania      | 0   | 1     | 2      | 3     |
| 17   | Suiza        | 0   | 1     | 0      | 1     |
| 18   | Eslovenia    | 0   | 0     | 1      | 1     |
| 18   | Grecia       | 0   | 0     | 1      | 1     |
|      | TOTAL        | 57  | 57    | 57     | 171   |